# Communauté flamande
 (juillet 2025).
Si vous disposez d'ouvrages ou d'articles de référence ou si vous connaissez des sites web de qualité traitant du thème abordé ici, merci de compléter l'article en donnant les références utiles à sa vérifiabilité et en les liant à la section « Notes et références ».
Pour les articles homonymes, voir Flandre.

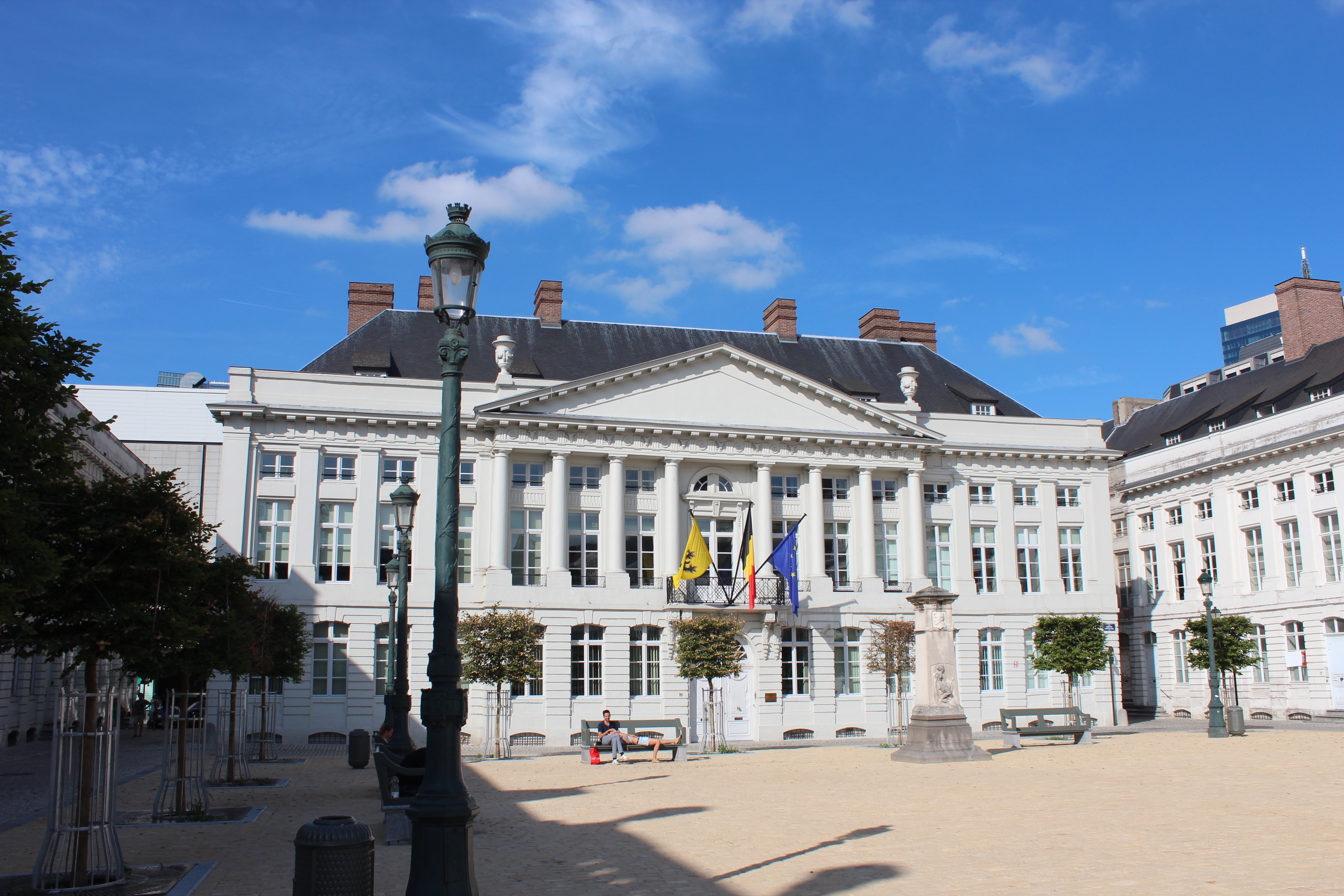
Le siège du gouvernement de la Communauté flamande à Bruxelles.

La Communauté flamande est une des trois communautés constitutionnelles de la Belgique, selon l'Article 2 de la Constitution belge, constituée par tous les habitants de la Région flamande et la minorité néerlandophone de la Région de Bruxelles-Capitale.
La Communauté flamande est fêtée le 11 juillet lors de la Fête de la Communauté flamande. Bruxelles est la capitale de la Communauté flamande.
La Communauté flamande est la plus peuplée des communautés de la Belgique.

## Fusion de la Région et la Communauté
La loi spéciale du 8 août 1980 organise dans son article 1er la fusion des institutions de la Communauté et de la Région flamande : les instances communautaires sont ainsi chargées de l'exercice des compétences régionales. Cette décision résulte de la très faible proportion de Bruxellois néerlandophones (sujets de droit de la Communauté mais pas de la Région) par rapport aux Belges résidant dans les cinq provinces flamandes.
Le siège du Parlement et du gouvernement a été fixé à Bruxelles, qui appartient à la Communauté[pas clair] tout en étant située en dehors du territoire de la Région. Ce choix a choqué une partie des francophones de la Région wallonne, qui y ont vu une appropriation d'une ville où la langue majoritaire est le français. Il marque la volonté exprimée par le mouvement flamand de marquer sa présence dans la capitale belge et de bénéficier de son attractivité économique et internationale tout « en lui revendiquant une identité flamande », bien que Bruxelles soit historiquement en Brabant et non dans l'ancien Comté de Flandre.

## Langue officielle

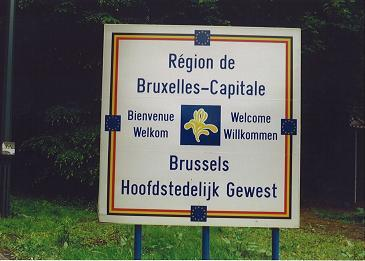
Bruxelles (panneau de signalisation).

La langue officielle de la Communauté flamande est le néerlandais. Dans certaines communes wallonnes et flamandes sur la frontière entre les régions, les communes à facilités linguistiques, les citoyens francophones et néerlandophones ont droit aux services publics locaux dans leur propre langue, y compris les écoles (primaires).
Le terme flamand, pour désigner la langue des Flamands, est d'un usage fautif bien que fréquent ; ils parlent, comme les Néerlandais, le néerlandais qui suit les mêmes règles grammaticales qu'aux Pays-Bas, utilise presque le même vocabulaire et partage la même littérature. Il s'agit de l'« Algemeen Nederlands » (AN) dont l'intégrité et la promotion sont assurées par l'organisme officiel flamand-néerlandais « Nederlandse Taalunie » (« Union de la langue néerlandaise »).
Du point de vue linguistique, le flamand est, au plus, le dénominateur commun des dialectes du néerlandais parlés habituellement en Flandre alors que le néerlandais est la langue officielle et académique commune aux Flamands et aux Néerlandais. Les quatre principaux dialectes flamands (ou groupes de dialectes, pour tenir compte des variantes locales) sont : le brabançon, le limbourgeois, le flamand oriental et le flamand occidental. Ces dialectes flamands encore largement utilisés sont fort différents entre eux, chacun ayant plus d'affinités avec les dialectes du même groupe parlés aux Pays-Bas qu'avec les autres dialectes néerlandophones belges. Pour un article plus approfondi sur les questions et enjeux de la langue, voir l'article détaillé sur la question communautaire en Belgique.
L'anglais est souvent très important en seconde langue et serait parlé et compris à des degrés divers par environ 85 % des jeunes de 15 à 30 ans. À l'école, l'anglais est la seconde langue apprise par les Wallons tandis que le français est la seconde langue apprise par les Flamands, résultat,  la plupart des Wallons ne comprennent pas le flamand. Contrairement aux communautés française et germanophone, la Communauté flamande ne dispose pas de ses propres parlement et gouvernement, dont les compétences sont assurées par le parlement flamand et le gouvernement flamand.